# آریسا ماتسوبارا
آریسا ماتسوبارا (انگلیسی: Arisa Matsubara؛ زادهٔ ۱ مهٔ ۱۹۹۵) بازیکن فوتبال است.
وی همچنین در تیم‌های ملی فوتبال زیر ۱۷ سال ژاپن زنان ژاپن بازی کرده‌است.